# جوزيه باتلر
جوزيه باتلر (بالإنجليزية: Josiah Butler)‏ هو محامي وقاضي وسياسي أمريكي، ولد في 4 ديسمبر 1779، وتوفي في 27 أكتوبر 1854. حزبياً، نشط في الحزب الجمهوري الديمقراطي. وقد انتخب عضو مجلس النواب الأمريكي.